# Langona improcera
Langona improcera är en spindelart som beskrevs av Wesolowska, Russel-Smith 2000. Langona improcera ingår i släktet Langona och familjen hoppspindlar. Inga underarter finns listade i Catalogue of Life.